# Kengo Fukudome
Kengo Fukudome (født 14. maj 1987) er en japansk fodboldspiller, som spiller for den japanske fodboldklub Azul Claro Numazu.